# II dinastia egizia
La II dinastia si inquadra nel periodo della Storia dell'antico Egitto detto Periodo Protodinastico o Arcaico dell'Egitto e copre un arco di tempo dal 2925 a.C. al 2700 a.C. circa

## Elenco sovrani
| Nome Horo           | lista di Abido | lista di Saqqara | Canone Reale | Manetone      | fonti archeologiche | anni di regno             |
| ------------------- | -------------- | ---------------- | ------------ | ------------- | ------------------- | ------------------------- |
| Hotepsekhemwy       | Bedjau         |                  |              | Boethos       |                     | 2925 a.C. - 2880 a.C.     |
| Raneb               | Kakau          | Kakau            | Kakau        | Kaiechos      |                     | 2880 a.C. - 2850 a.C.     |
| Ninetjer            | Banutjeren     | Banutjeren       | Banutjeren   | Binotris      |                     | 2850 a.C. - 2810 a.C.     |
| Ueneg               | Uadjnas        | Uadjnas          | Uadjnas      | Tlas          |                     | 2810 a.C. - 2790 a.C.     |
| Sened               | Sendi          | Sendi            | Sendi        | Sethenes      |                     | intorno 2790 a.C.         |
| Sekhemieb-Perenmaat |                |                  |              |               | Sekhemieb-Perenmaat | tra 2800 a.C. e 2700 a.C. |
| Peribsen            |                |                  |              |               | Peribsen            | 2780 a.C. - 2750 a.C.     |
|                     |                |                  | Aaka         |               |                     | tra 2800 a.C. e 2700 a.C. |
|                     |                | Neferkaseker     | Neferkaseker | Secochris (?) |                     | tra 2800 a.C. e 2700 a.C. |
|                     |                | Hudjefa          | Hudjefa      |               |                     | tra 2800 a.C. e 2700 a.C. |
| Khasekhemui         | Djadjay        | Beby             | Bebty        | Cheneres (?)  |                     | 2750 a.C. - 2730 a.C.     |
| Khasekhem           |                |                  |              |               | Khasekhem           | tra 2800 a.C. e 2700 a.C. |
|                     |                | Neferkara I      |              | Nephercheres  |                     | tra 2800 a.C. e 2700 a.C. |
|                     |                |                  |              |               | Nubnefer            | tra 2800 a.C. e 2700 a.C. |
| Ba                  |                |                  |              |               | Ba                  | tra 2800 a.C. e 2700 a.C. |
| Sa                  |                |                  |              |               | Sa                  | tra 2800 a.C. e 2700 a.C. |